# 西田弘志
西田 弘志（にしだ ひろし、1958年（昭和33年）11月2日 - ）は、日本の政治家。前・熊本県水俣市長（1期）、元・水俣市議会議員（3期）。

## 来歴
熊本県水俣市出身。1976年（昭和51年）3月、熊本県立水俣高等学校卒業。
2003年（平成15年）4月27日に行われた水俣市議会議員選挙に出馬し初当選した。5月1日、市議に就任。2007年（平成19年）4月、2期目の当選。同年6月、ふれあい一番街商店会会長になる。2011年（平成23年）4月、3期目の当選。

### 2014年水俣市長選挙
2013年（平成25年）11月18日、水俣市長の宮本勝彬が翌年の市長選不出馬を表明したことが報じられた。同月、副市長の田上和俊が同職を辞任。12月19日、田上は市長選挙に立候補する意向を表明した。12月28日、元市長（2002年～2006年在職）で市議の江口隆一が市長選に立候補する意向を固めたことが明らかとなった。2014年（平成26年）1月6日、田上が立候補を断念したことが明らかとなる。自由民主党水俣市支部に推薦願を出していた田上は、新聞の取材に対し「自民党が江口氏の推薦を決めた以上、少なくとも保守分裂は私の本意ではない」と述べた。1月17日、西田は、勇退する宮本勝彬市長の継承を掲げ、市長選に立候補する意向を表明した。
2月2日、水俣市長選挙が告示。同日、田上の死亡が確認される。警察当局は原因を自殺と見ている。江口は自民党市支部の推薦、市議会で約3分の2を占める保守系市議や商工団体、チッソの事業子会社JNCの労組などの支援を受け、盤石の態勢で臨んだが、2月9日の投開票の結果、西田が江口を小差で破り初当選した。2月22日、第18代目市長に就任。
※当日有権者数：22,145人 最終投票率：68.76%（前回比：-4.01pts）
| 候補者名 | 年齢 | 所属党派 | 新旧別 | 得票数  | 得票率 | 推薦・支持                   |
| -------- | ---- | -------- | ------ | ------- | ------ | ---------------------------- |
| 西田弘志 | 55   | 無所属   | 新     | 7,811票 | 52.02% |                              |
| 江口隆一 | 48   | 無所属   | 元     | 7,204票 | 47.98% | （推薦）自由民主党水俣市支部 |

### 2018年水俣市長選挙
2018年（平成30年）2月4日執行。JNCの労組から全面支援を受けた前市議の髙岡利治に敗れ、落選、政界を退く。
※当日有権者数：21,360人 最終投票率：65.52%（前回比：-3.24pts）
| 候補者名 | 年齢 | 所属党派 | 新旧別 | 得票数  | 得票率 | 推薦・支持 |
| -------- | ---- | -------- | ------ | ------- | ------ | ---------- |
| 髙岡利治 | 59   | 無所属   | 新     | 7,328票 | 52.81% |            |
| 西田弘志 | 59   | 無所属   | 現     | 6,547票 | 47.19% |            |